# 潘邦治
潘邦治（1863年—1939年），臺灣彰化縣馬芝堡番社庄（今彰化縣福興鄉番社村）人，平埔族後裔:315。臺灣日治時期地方政府官員。

## 生平
潘邦治出生於同治二年（1863年）:39，為清代秀才，曾設帳授徒，日治時期在彰化縣隘勇營擔任文書囑託:315。1897年任鹿港辦務署第十五區庄長，翌年改任彰化辦務署番社區庄長，1913年兼任洪堀寮區區長。:3151920年行政區劃改制，合併番社區與洪堀寮區，新設福興庄（今福興鄉），其任庄長，至1932年卸任:315。
1906年10月，潘邦治獲授紳章:181，後因長年擔任公職，獲臺灣總督府頒贈大禮紀念章及木杯，賞勳局總裁兒玉秀雄授予銀杯:315。1922年5月起，為酒類賣捌人，1924年與166名同鄉一同發起設立「有限責任福興信用組合」（今福興鄉農會），任組合長:315。
潘邦治擔任庄長期間曾設置學校、建築道路，亦參加農產物品評會、稻作競賽；實行害蟲防治與肥料改良:315。其辦公地點即為自宅:116，亦時常巡視庄內，督導衛生觀念，如推廣祭品應當放在桌上，不同於從前擺在地上祭拜的習慣:315。又在全庄廣植椪柑，此外「賑窮卹貧」，鼓勵庄內晚輩念書，提拔番社子弟擔任官職，人稱「番社老爹」:315。1939年過世:315:127，據說葬禮相當盛大，臺中州知事也曾派人祭拜:145。墓上堂號刻著「榮陽」，其母陳玉之墓在潘邦治墓東南側:257-258。

## 其他
據潘邦治姪子潘淑洲回憶，潘邦治非常威嚴，庄內人都很怕他，其家人亦不敢靠近。潘每天下班後均會巡視田地，庄裡流氓看到他便會逃走，因其手上拄著一根拐杖，他若看到流氓無所事事，就會拿起拐杖打人:128。潘邦治也與辜顯榮交好，每次辜顯榮回鹿港時，都會自鹿港派人力車來番社接潘邦治:129。潘邦治養子潘連于表示，其父過世時，辜振甫曾前去祭拜:152。

## 家庭
父潘金石、母陳玉，妻馬貟，育有2男1女，長子潘店、次子潘元中（早逝）、長女潘香，另有養子潘火營及潘連于，前者曾任農業組合技手:315。